# Кириловка (Бричанський район)
Кириловка (рум. Chirilovca) — село в Молдові в Бричанському районі. Разом із селами Галагора-де-Сус та Галагора-де-Жос входить до складу комуни, центром якої є село Галагора-де-Сус.
Більшість населення - етнічні українці. Згідно з переписом населення 2004 року - 9 осіб з 10.
| Молдова | Це незавершена стаття з географії Молдови. Ви можете допомогти проєкту, виправивши або дописавши її. |

1. ↑  Nicu V. Localitățile Moldovei în documente și cărți vechi: îndreptar bibliografic. Volumul 1: A-L — Chișinău: Universitas, 1991. — 508 с. — ISBN 5-362-00841-2